# コンティリアーノ
コンティリアーノ（伊: Contigliano）は、イタリア共和国ラツィオ州リエーティ県にある、人口約3,700人の基礎自治体（コムーネ）。

## 地理

### 位置・広がり
リエーティ県のコムーネ。県都リエーティから西へ7kmの距離にある。

#### 隣接コムーネ
隣接するコムーネは以下の通り。
- カスペーリア
- コッリ・スル・ヴェリーノ
- コッタネッロ
- グレッチョ
- モンターゾラ
- リエーティ

### 気候分類・地震分類
コンティリアーノにおけるイタリアの気候分類 (it) および度日は、zona E, 2253 GGである。
また、イタリアの地震リスク階級 (it) では、zona 2B (sismicità media) に分類される。

## 行政

### 分離集落
コンティリアーノには、以下の分離集落（フラツィオーネ）がある。
- Cerquetello, Collebaccaro, Madonna del Piano, Montisola I, Montisola II, Piani San Filippo, Reopasto, San Filippo, San Valentino, Terria